# بنجامين برايس (ضابط)
بنجامين برايس (بالإنجليزية: Benjamin Brice)‏ هو ضابط أمريكي، ولد في 30 نوفمبر 1809 في مقاطعة هاريسون في الولايات المتحدة، وتوفي في 5 ديسمبر 1892 في واشنطن العاصمة في الولايات المتحدة.